# Фридберг (крепость, Гессен)
Фридберг (нем. Burg Friedberg) — крепость в одноимённом городе в земле Гессен. Это один из крупнейших оборонительных комплексов Германии, занимающий площадь 3,9 га. Расположен на высоте 140 метров над уровнем моря. Веками крепость была центром округа Фридберг. Сегодня здесь находятся различные государственные учреждения, в частности налоговая инспекция, а также гимназия, церковь и другие организации.

## История

### Древние времена
В начале I века н. э. на Фридбергском холме размещался римский военный лагерь, построенный во время кампаний Германика. После этого римляне на несколько десятилетий покинули регион. В правление императора Веспасиана в 69-79 годах на горе был построен римский форт. Этот комплекс, который несколько раз расширялся и перестраивался, оказался заброшен во второй половине III века, когда римляне отступили за Рейн около 260 года. С той эпохи сохранилась только небольшая купальня, обнаруженная во время раскопок.

### Основание
Средневековый замок, вероятно, был основан между 1171 и 1180 годами по поручению императора Фридриха I Барбароссы. Самый старый сохранившийся документ о замке датируется 1216 годом. И крепость, и город Фридберг расположены на мощной базальтовой скале посреди плато Веттерау.

### Средние века

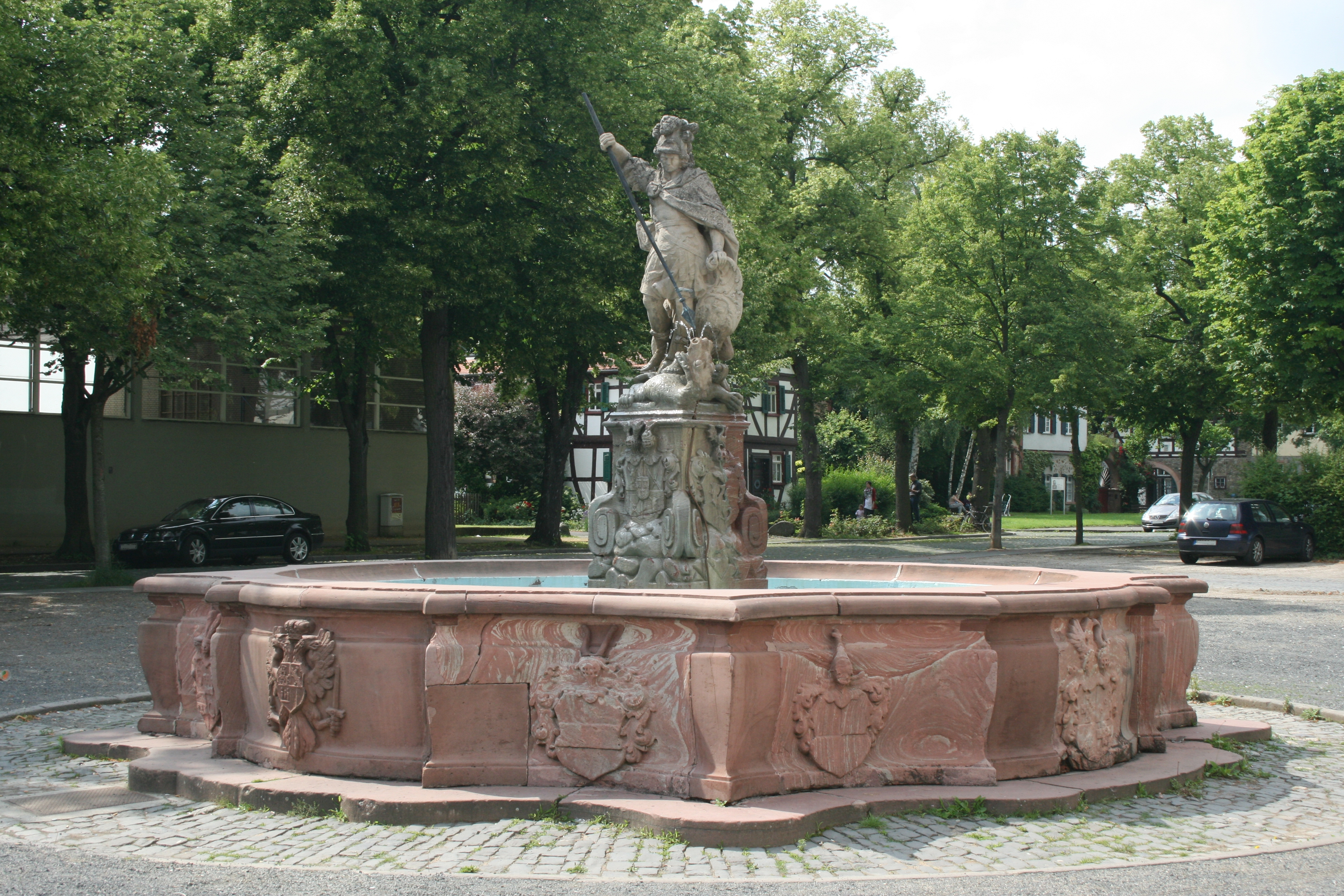
Фонтан Святого Георгия внутри крепости

Крепость и город Фридберг существовали автономно друг от друга. В том числе и в более поздние времена, когда существовало бургграфство Фридберг, как отдельная территория в пределах Священной Римской империи. Эта ситуация не раз приводила к определённым трениям.
Город был создан как община, напрямую связанная с империей. В свою очередь люди, проживавшие в замке, находились во власти знатных семей, которым крепость передавалась во владение, передававшееся по наследству. В замке обитало около 100 человек. Крепость, также как другие укрепления Гогенштауффенов, например укрепления Гельнхаузен, Франкфурт, Вецлар и Глаубург, построенные в тот же период, защищала Веттерау. Резиденция внутри крепости была построена в XIV веке. В более поздние времена замок стал местом проживания разных чиновников.
С XV века владельцы замка сформировали своё собственное правление в области Веттерау. Это время стало эпохой наибольшего политического влияния крепости, как самостоятельной административной единицы. Её представители принимали участие в заседаниях рейхстага.

### Новое время
С XVII века замок превращается в роскошную усадьбу. Внутри укреплений возводятся представительные здания, создаётся сад и строится церковь. Замок сохранил свое самоуправление эпохи Гогенштауфенов до 1806 года. Затем он стал частью Великого Герцогства Гессен. Только в 1834 году замок был включён в состав города Фридберг. В 1846 году умер Зигмунд Лёв фон унд цу Штайнфурт, последний из владельцев замка.

## Описание крепости
Крепость со временем обрела мощные, считавшиеся неприступными, укрепления. Было предусмотрено два основных подхода:
- Северный, сохранившаяся структура которого восходит к середине XIV века. Этот путь имел шесть линий обороны с шестью воротами, трое из которых сохранились. Дорога вела из города Фридберга через пригородные сады.
- Южный въезд из города Фридберг был защищён глубоким рвом, который можно было преодолеть только по разводному мосту.

### Башня Адольфа

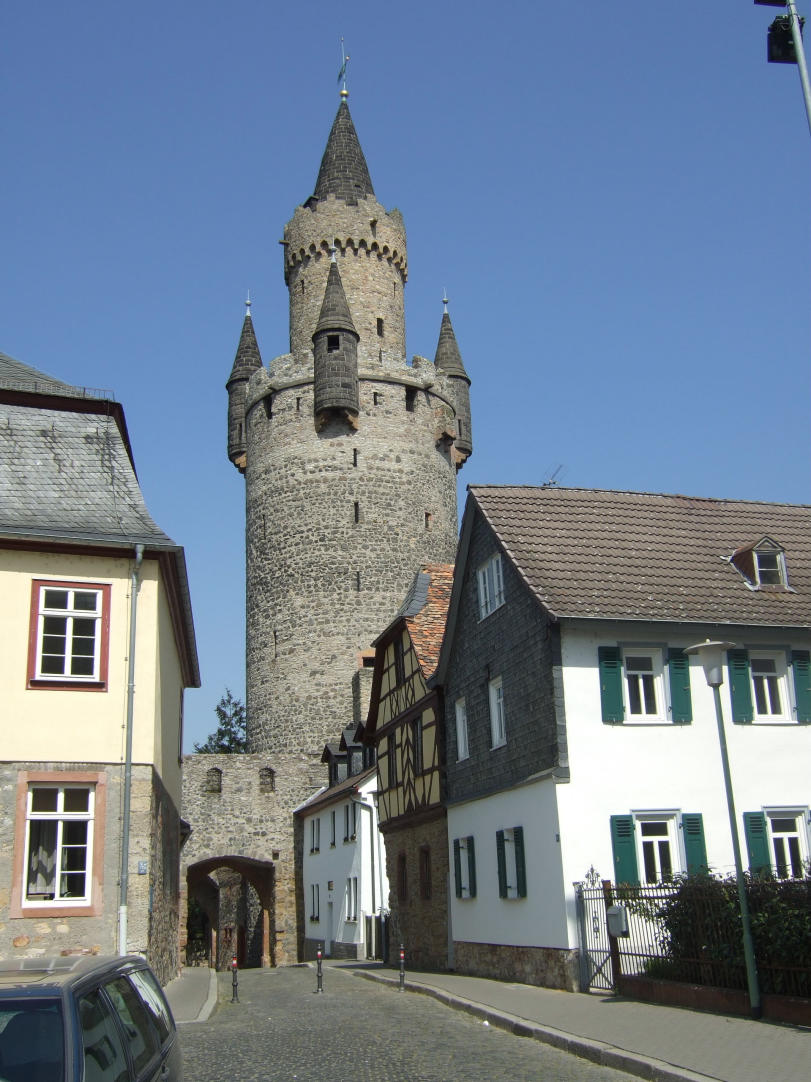
Башня Адольфа

В замке изначально имелось фактически два бергфрида: мощная башня у южных ворот, построенная в эпоху Гогенштауфенов (обрушилась в 1684 году) и другая, названная Адольфстурм, построенная в середине XIV века. Башня Адольфа является старейшим сохранившимся средневековым сооружением замка. Сегодня она считается символом города. По своей высоте (54,42 метра, а с флюгером — 58,22 метра) башня является одной из крупнейших в Германии.
В 1347 году горожане Фридберга смогли захватить графа Адольфа фон Нассау. За полученный выкуп они и смогли построить новый Фридберг, получивший в честь освобожденного заложника название Адольфстурм. Башня сложена из кварцита и базальта. Изначально вход в башню осуществлялся через вход (к которому вела деревянная разборная лестница), находящийся на высоте 13 метров.
Башня оказалась очень романтизирована в 1893—1896 годах.
Адольфстурм имеет две смотровые площадки. Одна находится на высоте 31 метр, а вторая, более высокая, на высоте 42,5 метра. Отсюда можно увидеть даже Франкфурт, находящийся в 30 километрах. Специальные информационные панели на смотровой площадке рассказывают об окружающих объектах.

### Графская резиденция
Резиденция (в настоящее время здесь размещается отель Kronberger Hof) построена в 1604—1610 годах бургграфом Иоганном Эберхардом фон Кронбергом. Комплекс зданий, созданный в стиле Высокого Возрождения, служил местом пребывания владельцев крепости с 1698 года.
С 1817 по 1919 год это здание являлось одним из дворцов великого князя Гессенского. В 1910 году последний русский царь Николай II проживал здесь во время посещения курорта в соседнем Бад-Наухайме. Его жена Александра Фёдоровга (Аликс фон Гессен-Дармштадтская) была сестрой великого князя Гессенского.
В июне 1990 года резиденция почти полностью сгорела. Сохранились только внешние стены. Однако здание вскоре было полностью восстановлено.
Рядом находится Маршталль (Marstall) — барочный дом рыцарей Тевтонского ордена.
В настоящее время в комплексе зданий размещается налоговая инспекция.
Рядом с дворцом находится фонтан Святого Георгия, созданный в 1738 году. Главную фигуру создал в стиле барокко скульптор из Майнца Буркхард Замельс. Фигура, которая сегодня украшает фонтан, является копией. Оригинал находится в музее Веттерау.

### Замковая церковь
Здание церкви в стиле классицизма было спроектировано Францем Людвигом Канкрином из Ханау. Непосредственное строительство осуществлял Иоганн Филипп Вёрришёфер. Новое сооружение сменило прежнюю средневековую церковь. Компактное здание храма с относительно невысокой башней напоминает своими формами крест. Строительство началось 14 июля 1783 года, но затянулось до 1808 года, что было связано с военными действиями той эпохи. Интерьер представляет собой типичную протестантскую церковь.
Обширные ремонтные работы были произведены в 2008 году, к 200-летию строительства храма.

## Галерея

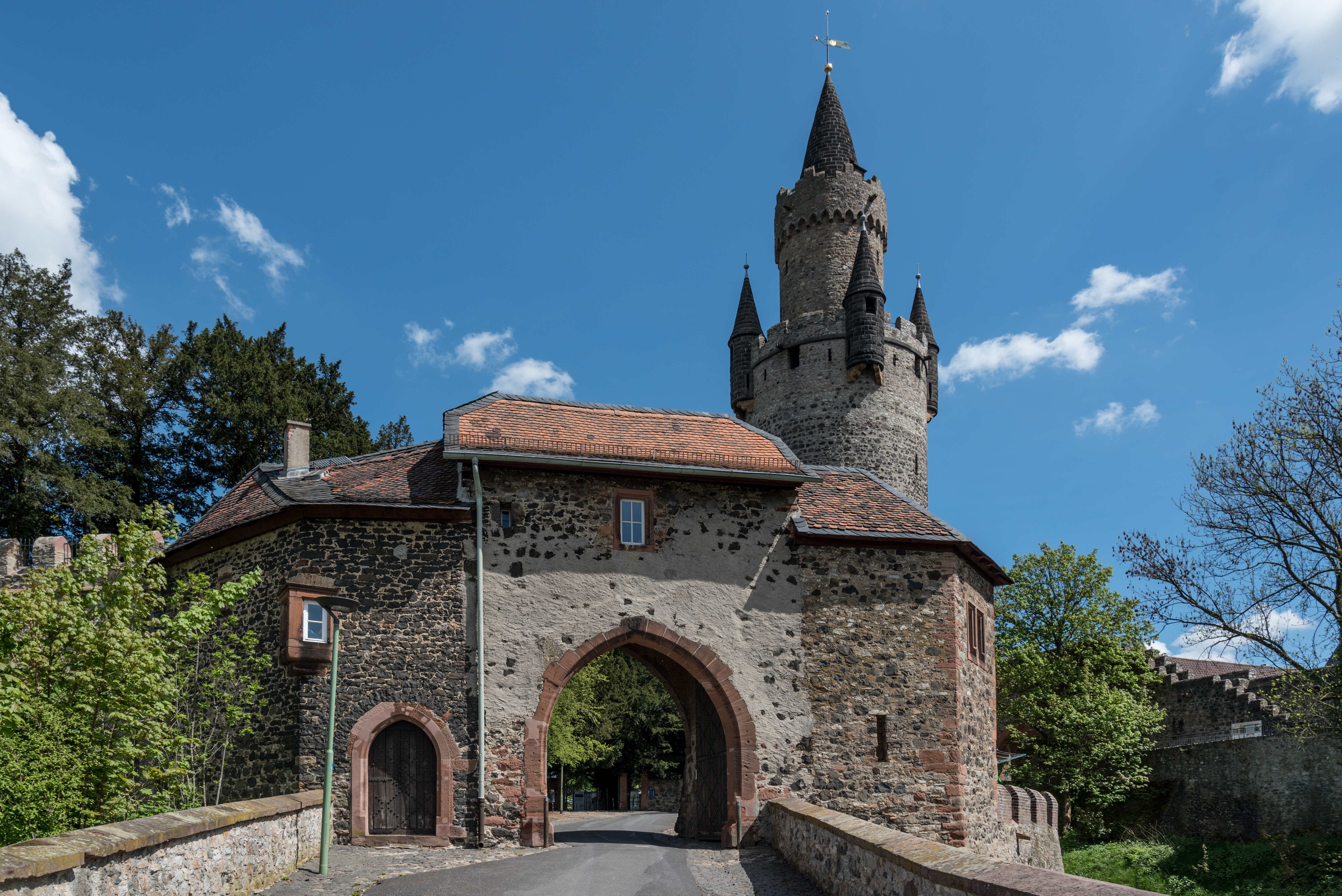
Северные ворота крепости
Замковая церковь
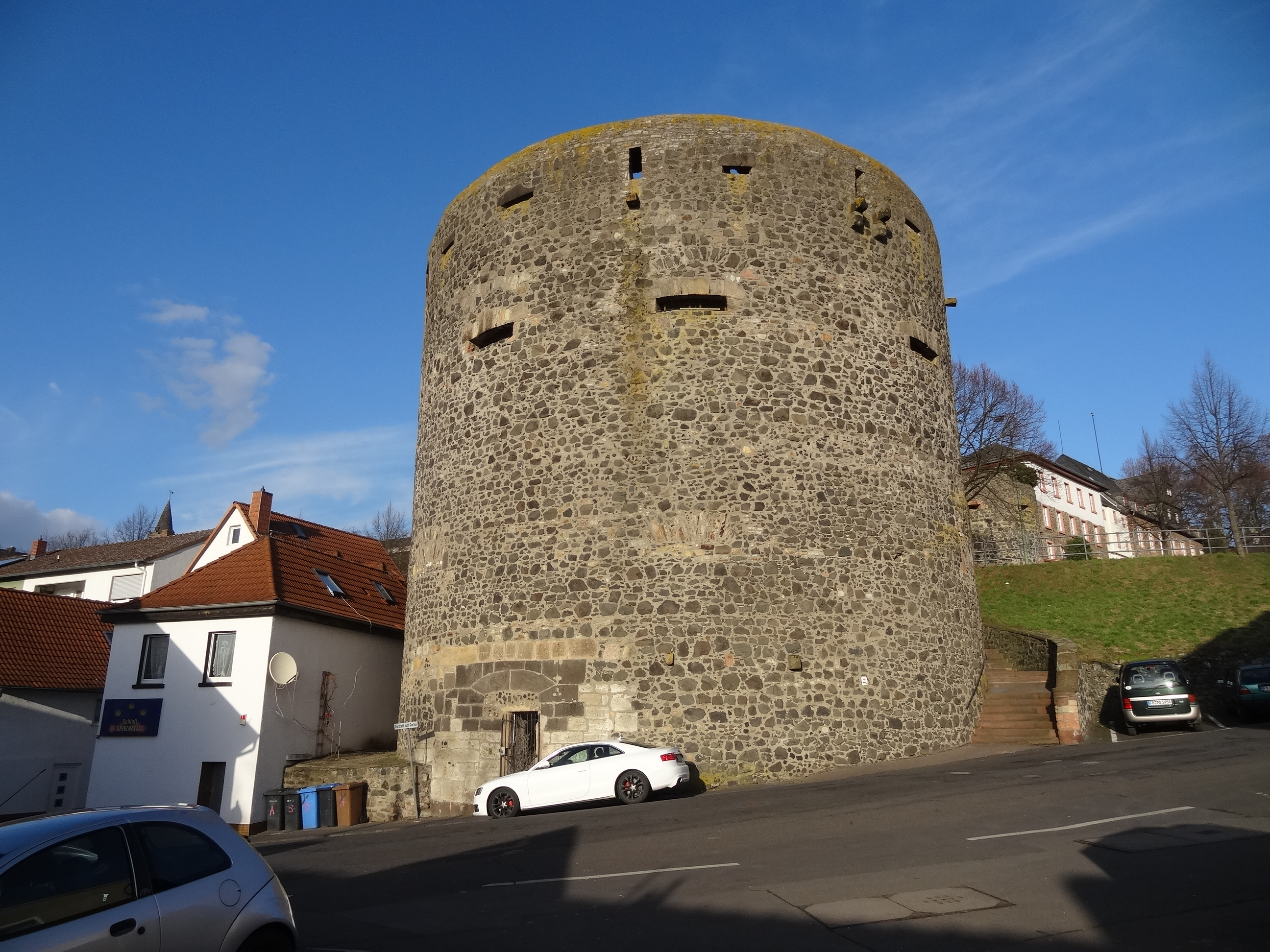
Угловая "толстая" башня
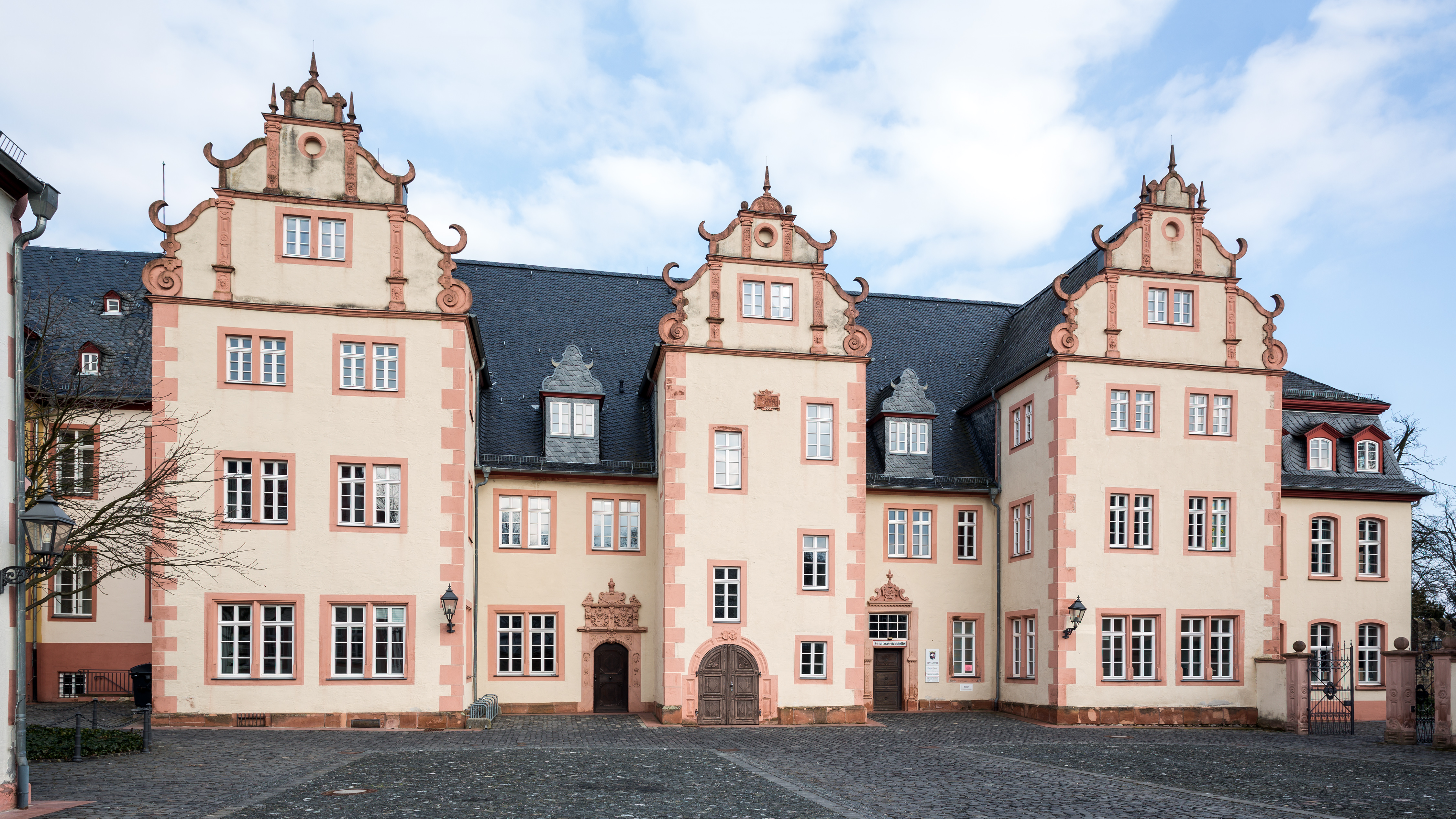
Резиденция внутри крепости
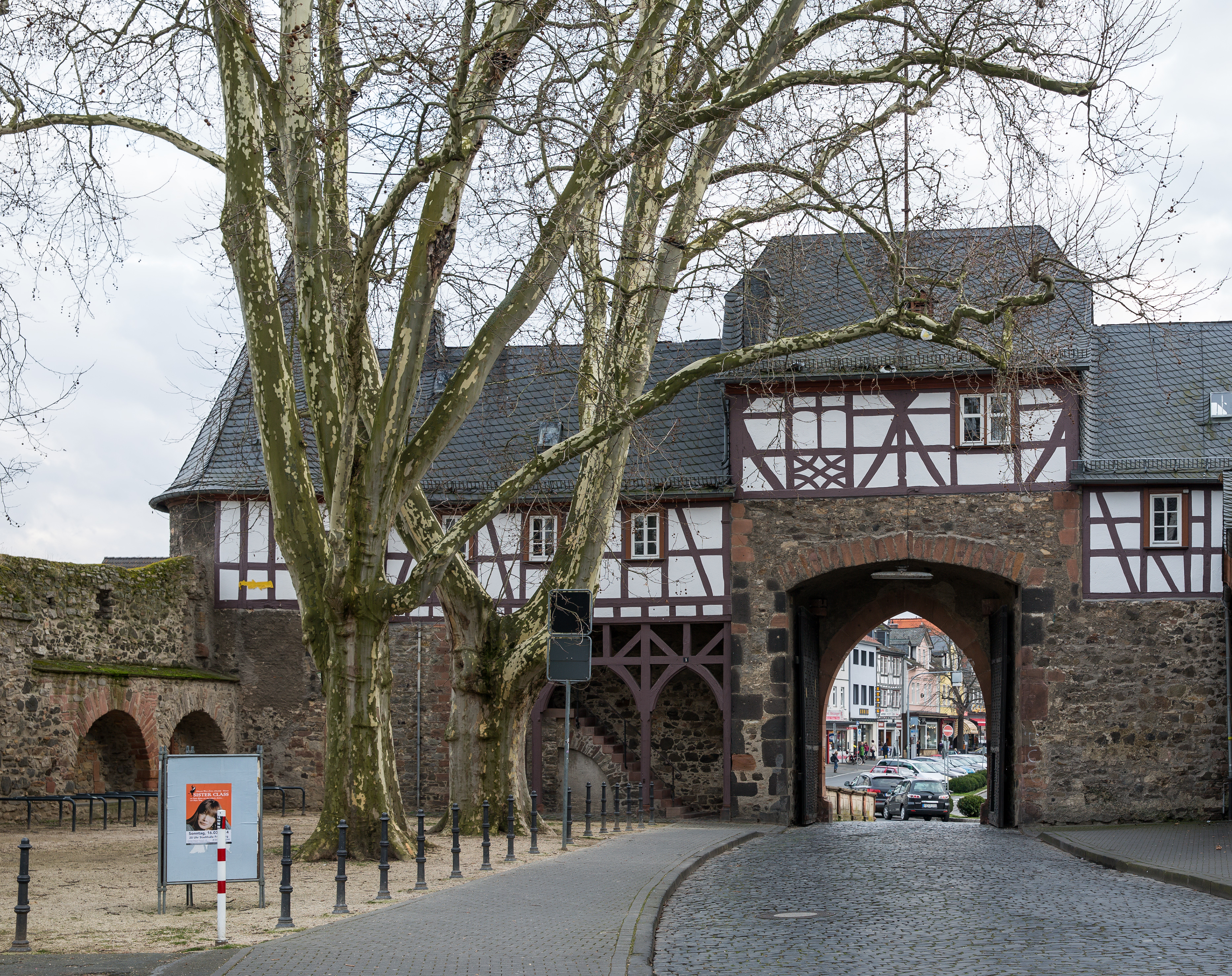
Южные ворота крепости